# Gymnocarpium × bipinnatifidum
Gymnocarpium × bipinnatifidum là một loài dương xỉ trong họ Cystopteridaceae. Loài này được Miyam. mô tả khoa học đầu tiên năm 1988.
Danh pháp khoa học của loài này chưa được làm sáng tỏ. 